# Trần Lệ công
Trần Lệ công (chữ Hán: 陳厲公; trị vì: 706 TCN - 700 TCN), là một vị vua của nước Trần – chư hầu nhà Chu trong lịch sử Trung Quốc.
Sử sách đề cập không thống nhất về tên húy, thân thế con người và cuộc đời Trần Lệ công.

## Trong Sử ký
Theo Sử ký, Trần Lệ công tên thật là Quy Đà (媯佗), là con thứ của Trần Văn công – vua thứ 11 nước Trần và là em của Trần Hoàn công – vua thứ 12 nước Trần. Ông sinh năm 754 TCN khi vua cha Trần Văn công mới lên ngôi. Mẹ ông là người nước Sái.
Năm 707 TCN, vua anh Hoàn công mất, Quy Đà lên ngôi, tức là Trần Lệ công.
Năm 705 TCN, Trần Lệ công sinh ra công tử Hoàn – người sau này di cư sang nước Tề và trở thành tổ tiên của dòng họ Điền Tề.
Khoảng năm 701 TCN, ông giết chết con Trần Hoàn công là thế tử Miễn. Thế tử Miễn còn 3 người em là Quy Dược, Quy Lâm và Quy Chử Cữu. Những người này liên kết với những thủ hạ thế tử Miễn, nhờ người nước Sái dụ ông sang nước Sái rồi hợp sức giết chết ông. Sau đó người nước Trần lập Quy Dược lên ngôi, tức là Trần Lợi công.
Theo trình tự tại Sử ký, Trần Lệ công Quy Đà là vị vua thứ 13 nước Trần, ở ngôi 7 năm.

## Trong Kinh Xuân Thu và Tả truyện
Theo Kinh Xuân Thu và Tả Truyện, Trần Lệ công tên thật là Quy Dược (媯躍), là con thứ của Trần Hoàn công – vua thứ 12 nước Trần và là em của thế tử Quy Miễn. Năm 707 TCN, vua cha Hoàn công mất, chú ông là Quy Đà giết thế tử Miễn anh ông lên ngôi.
Năm 706 TCN, Trần Đà bị người nước Sái giết chết trong khi đi săn. Người nước Trần lập Quy Dược lên ngôi, tức là Trần Lệ công. Theo Kinh Xuân Thu và Tả Truyện, Trần Đà không có thụy hiệu.
Trần Lệ công sinh ra công tử Hoàn – người sau này di cư sang nước Tề và trở thành tổ tiên của dòng họ Điền Tề.
Trịnh Trang công bỏ không vào triều kiến thiên tử nhà Chu. Chu Hoàn Vương tức giận huy động nước Sái, nước Vệ và nước Trần đánh Trịnh. Trần Lệ công mang quân giúp Chu Hoàn vương, hai bên chạm trán ở Nhu Cát. Liên quân thiên tử và chư hầu bị quân Trịnh đánh bại, bản thân vua Chu bị thương.
Năm 700 TCN, Trần Lệ công qua đời. Ông ở ngôi được 7 năm. Em ông là Quy Lâm lên nối ngôi, tức là Trần Trang công.
Theo trình tự tại Kinh Xuân Thu, Trần Lệ công là vua thứ 14 nước Trần và cũng ở ngôi 7 năm.

## Điểm giống và khác về sử liệu
Dù phản ánh về hai con người khác nhau (một người là chú, một người là cháu, 2 người khác tên, khác năm mất), nhưng sử liệu thống nhất các thông tin sau về Trần Lệ công:
1. Làm vua nước Trần trong 7 năm
2. Là cha của công tử Hoàn – người sau này di cư sang nước Tề và trở thành tổ tiên của dòng họ Điền Tề.
3. Trình tự 2 vị Trần Lệ công đều là: Quy Dược làm vua kế ngay sau Quy Đà